# John Dahl

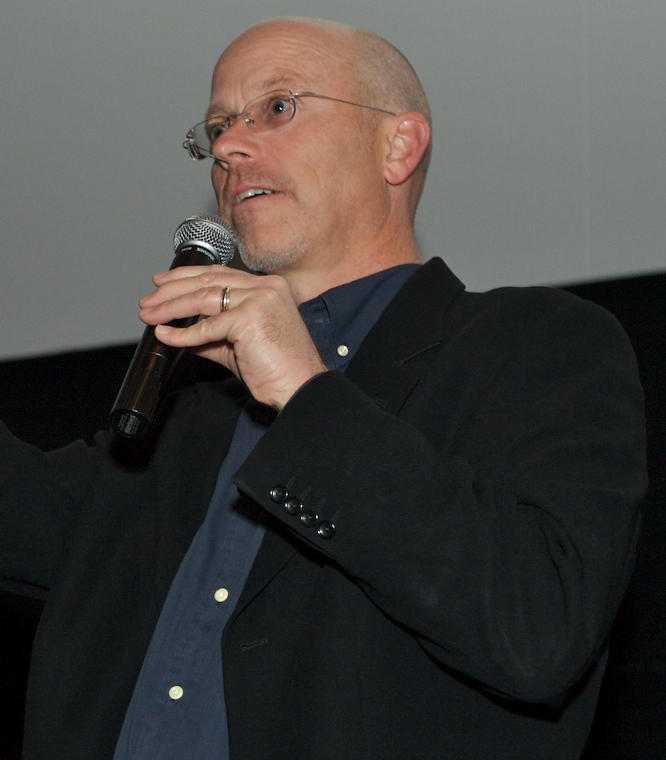
John Dahl in 2007

John Dahl (Billings, 1956) is een Amerikaans scenarioschrijver en regisseur. Hij werd genomineerd voor onder meer twee Independent Spirit Awards voor Red Rock West, voor een Directors Guild of America Award voor The Last Seduction en voor de Gouden Leeuw op het Filmfestival van Venetië voor Rounders.
De Engelse regisseur Nigel Dick bezorgde Dahl in 1987 zijn schrijfdebuut toen hij van de door hem, David W. Warfield en Dick zelf geschreven misdaadthriller P.I. Private Investigations een film maakte. Twee jaar na dato verfilmde Dahl zijn volgende scenario Kill Me Again zelf en maakte daarmee zijn regiedebuut. Na ook het door hemzelf en zijn broer Rick Dahl geschreven Red Rock West geregisseerd te hebben, kroop hij in 1994 bij het maken van The Last Seduction voor het eerst in het regisseursstoeltje om een verhaal uit de pen van een ander (in dit geval Steve Barancik) tot bioscoopfilm te maken.
Behalve films regisseert Dahl met enige regelmaat voor  televisieseries. Zo was hij verantwoordelijk voor afleveringen van onder meer Life, Californication, Battlestar Galactica, United States of Tara, True Blood, The Vampire Diaries en Dexter.
Dahl is getrouwd met cameravrouw Beth Jana Friedberg, met wie hij vier kinderen heeft. Hij werkte samen met haar aan Kill Me Again, Red Rock West, The Last Seduction en Unforgettable.

## Filmografie
Als regisseur:
- Fear Itself: Chance (2009)
- You Kill Me (2007)
- The Great Raid (2005)
- Joy Ride (2001)
- Rounders (1998)
- Unforgettable (1996)
- The Last Seduction (1994)
- Red Rock West (1993)
- Kill Me Again (1989)

Als schrijver:
- Red Rock West (1993)
- Kill Me Again (1989)
- P.I. Private Investigations (1987)

- Biblioteca Nacional de España: XX1174106
- Bibliothèque nationale de France: cb140341268 (data)
- Gemeinsame Normdatei: 131517279
- International Standard Name Identifier: 0000 0000 7823 7228
- Library of Congress Control Number: no97059597
- Nationale Bibliotheek van Tsjechië: xx0152463
- Nationale Bibliotheek van Israël: 987007334562305171
- Nederlandse Thesaurus van Auteursnamen: 111851297
- Système universitaire de documentation: 082056528
- Virtual International Authority File: 63616606
- WorldCat: E39PBJjRTKxjR7RFHQ6dmKVHmd